# Kirsten Price (musicista)
Kirsten Price (Islington, 8 settembre 1979) è una musicista inglese.

## Biografia
Ha debuttato nel 2007 con il singolo Magic Tree, contenuto nell'album Guts & Garbage. tre anni più tardi ha pubblicato l'album Brixton to Brooklyn. Le canzoni di Price sono state utilizzate in vari film e show televisivi.

## Discografia

### Album
- 2007 – Guts & Garbage
- 2010 – Brixton to Brooklyn

### Singoli
- 2007 – Magic Tree
- 2010 – With or Without You